# 75 mm Schneider-Danglis Mle 1906/09
Il Canon de 75 mm Schneider-Danglis Mle 1906/09 era un cannone da montagna progettato del colonnello greco Panagiōtīs Dagklīs e prodotto dalla francese Schneider.

## Storia
L'invenzione di un cannone da montagna a retrocarica, ad alta efficacia e facilmente scomponibile è contesa tra due ingegneri dell'Esercito greco: nel 1891 il maggiore del corpo degli ingegneri P. Lykoudis presentò per primo un progetto del genere, seguito nel 1893 da quello del maggiore di artiglieria P. Danglis. La proposti di Danglis al Ministero dell'Esercito greco provocò la reazione immediata di Lykoudis, che rivendicò la paternità del progetto. Sorprendentemente, al momento né i militari né i produttori di armi internazionali mostrarono particolare interesse e la rivalità tra i due progettisti sarebbe continuata per diversi anni.
Alla fine Danglis convinse l'azienda armiera francese Schneider a costruire e testare il suo progetto. Lo sviluppo dei prototipi, la loro costruzione ed il collaudo furono completati tra il novembre  1905 e giugno 1906. Nel frattempo, Lykoudis aveva contattato l'azienda tedesca Krupp per sviluppare il suo progetto. Nel 1907 finalmente, dopo prove comparate, l'esercito greco stabilì la superiorità del progetto Schneider-Danglis sul rivale Krupp-Lykoudis e piazzò un primo ordine per il cannone.
L'azienda ed il produttore giunsero ad un accordo finanziario per la cessione alla Schneider dei diritti sul progetto. La Schneider realizzò così ulteriori sviluppi del cannone. Nel 1909 fu sviluppata la versione in calibro 76,2 mm per l'Esercito imperiale russo, denominata Schneider 76 mm M Mle 1909. Seguirono gli ordini di altre nazioni e la prova del fuoco in battaglia: l'arma fu schierata dai greci durante le guerre balcaniche e poi nella prima e seconda guerra mondiale. Nel 1939 il cannone fu acquistato dalla Finlandia, dove era conosciuto come 75 LK 13.

## Tecnica
Il progetto di Danglis era caratterizzato da alcune interessanti soluzioni: la culatta e parte della canna era inserita in un manicotto che ne permetteva la rapida rimozione; le ruote inoltre erano montare su assali a gomito, snodati, che consentivano di bloccare l'affusto in due posizioni, una più bassa sul suolo, che garantiva minore esposizione al fuoco, ed una alta, usata per gli elevati angoli di tiro in quanto aumentava la distanza dell'otturatore dal suolo durante il massimo rinculo. Il freno di sparo idropneumatico era fissato nella culla sotto alla canna. L'affusto, con ruote in legno e coda unica, era dotato di una caratteristica ed ampia scudatura con profilo curvato a S. La coda d'affusto era incernierata e veniva piegata per montare le stanghe per il traino con un cavallo. In alternativa al traino, il pezzo poteva essere scomposto in sei carichi someggiabili.